# Mstěnice

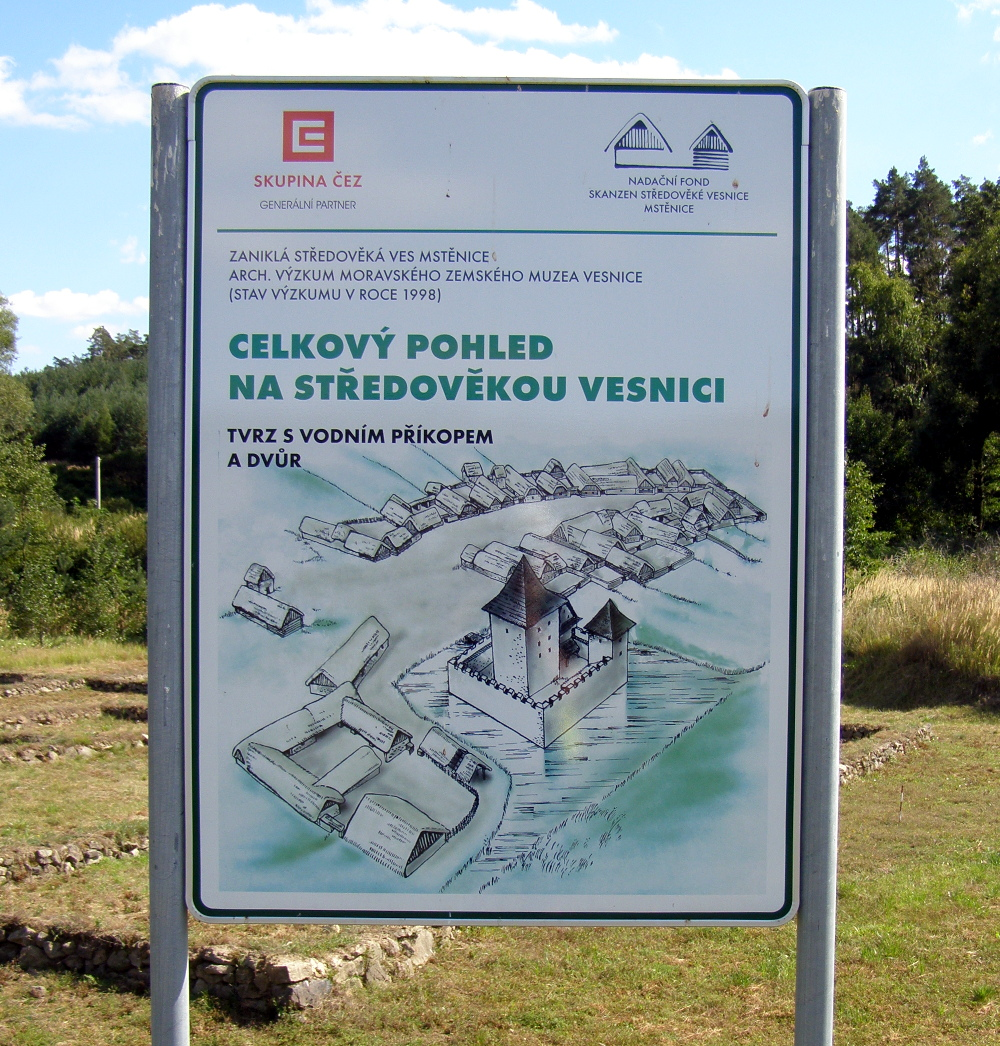
Informační panel o Mstěnicích

Mstěnice je archeologická lokalita zahrnující zaniklou středověkou vesnici spolu s tvrzí nedaleko od tehdejší vesnice. Areál se nalézá asi 3 km jihovýchodně od městečka Hrotovice v okrese Třebíč při soutoku Račického (Mlýnského) potoka s říčkou Rouchovankou; s Hrotovicemi je přímo spojuje trasa cyklostezky č. 401. Tehdejší obcí prochází i Naučná stezka Hrotovicko, která má jedno ze zastavení i přímo pod zaniklým hradem Mstěnice.

## Historie
Podle archeologických nálezů bylo toto místo osídleno již v neolitu, doloženo je slovanské osídlení od 8. století a v druhé polovině 13. století zde vznikla středověká vesnice s tvrzí a předsunutým opevněním a dalšími hospodářskými a obytnými budovami. První písemná zmínka o Mstěnicích pochází z roku 1393.
Vesnice zanikla v roce 1468 za tažení vojsk uherského krále Matyáše Korvína proti českému králi Jiřímu z Poděbrad.

## Archeologický výzkum
Zaniklá vesnice Mstěnice byla vytipována jako lokalita vhodná k archeologickému výzkumu – po jejím zániku nebyly archeologické kontexty ničeny ani pozdějším osídlením, ani intenzivní zemědělskou kultivací. Archeologický průzkum zde probíhal (jako jeden z klíčových výzkumných projektů oddělení historické archeologie Moravského zemského muzea) již od roku 1960, nejprve pod vedením PhDr. Vladimíra Nekudy a později jeho syna Rostislava Nekudy; s odchodem posledně jmenovaného z MZM v roce 2009 zde výzkum skončil, resp. byl zakonzervován. Během téměř 50 let výzkumů byl prozkoumán téměř celý areál středověké tvrze a jejího bezprostředního okolí tvořeného 17 usedlostmi, které vytvářely uzavřenou náves. Poslední významnou akcí na lokalitě byl odkryv pozůstatků středověkého vodního mlýna. Získaný archeologický materiál a dokumentace výzkumu jsou uloženy ve sbírkách Archeologického ústavu Moravského zemského muzea v Brně.
V budoucnu se zde uvažuje o vybudování skanzenu středověké vesnice.

### Literatura

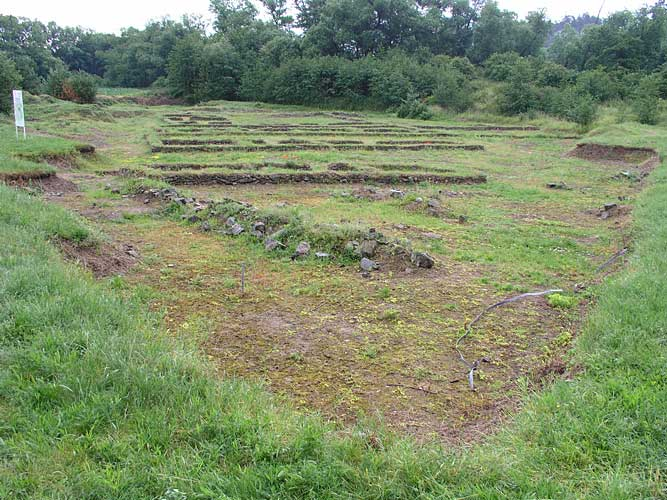
Základy mstěnických domů